# Cọp ba móng
Cọp ba móng là tên của một con cọp xuất hiện tại khu rừng miền Đông Nam Bộ ở Việt Nam vào năm 1948, con cọp này chỉ có ba móng chân và đã ăn thịt rất nhiều cư dân sống tại vùng này và gieo rắc nỗi kinh hoàng cho những người sinh sống ở tại chiến khu Đ. Cọp Ba Móng được đánh giá là "nguy hiểm hơn một đại đội biệt kích Pháp" nó là con cọp ăn thịt người nhiều nhất từng được ghi nhận trong lịch sử loài cọp ở Việt Nam, và nó đã tạo nên một huyền thoại về Cọp Ba Móng miền Đông Nam Bộ, người dân trong chiến khu sợ Cọp Ba Móng còn hơn cả giặc Pháp. Sự hoành hành của Cọp Ba Móng đến mức Ủy ban Hành chính kháng chiến tỉnh Biên Hòa (cũ) đã phải lên kế hoạch tổ chức săn lùng để trừ hậu họa, sau nhiều nỗ lực, họ đã tiêu diệt được con cọp nguy hiểm này và đem lại sự yên bình cho nhân dân.